# Наканото
Наканото (яп. 中能登町 Наканото-мати) — посёлок в Японии, находящийся в уезде Касима префектуры Исикава. Площадь посёлка составляет 89,36 км², население — 17 819 человек (1 июля 2014), плотность населения — 199,41 чел./км².

## Географическое положение
Посёлок расположен на острове Хонсю в префектуре Исикава региона Тюбу. С ним граничат города Нанао, Хакуй, Хими и посёлок Сика.

## Население
Население посёлка составляет 17 819 человек (1 июля 2014), а плотность — 199,41 чел./км². Изменение численности населения с 1980 по 2005 годы:
| 1980 | 22 475 чел. |  |
| 1985 | 22 058 чел. |  |
| 1990 | 20 678 чел. |  |
| 1995 | 19 716 чел. |  |
| 2000 | 19 149 чел. |  |
| 2005 | 18 959 чел. |  |

## Символика
Деревом посёлка считается сакура, цветком — Lilium auratum, птицей — Cettia diphone.